# IPhone 16
De iPhone 16 is een smartphone, ontworpen en op de markt gebracht door Apple. De achttiende generatie iPhone is op 9 september 2024 geïntroduceerd, gelijktijdig met de iPhone 16 Plus, iPhone 16 Pro en iPhone 16 Pro Max. Het is de eerste keer dat een iPhone werd onthuld op een maandag; normaliter gebeurt dit op een dinsdag of woensdag.

## Beschrijving
Vergeleken met de iPhone 15 heeft de standaard iPhone 16 twee nieuwe knoppen. De eerste is de programmeerbare actieknop geïntroduceerd met de iPhone 15 Pro (Max). De tweede is een cameraknop nieuw voor alle iPhone 16 modellen.  De cameraknop kan gebruikt worden om de camera-app te openen, foto's of filmpjes te maken en camera-instellingen te wijzigen. Voor de iPhone 16-modellen en iPhone 15 Pro zijn diverse Apple Intelligence-functies aangekondigd, die alleen nog niet beschikbaar zijn bij begin van de verkoop. Vanaf april 2025 krijgen gebruikers in de Europese Unie toegang tot deze functies. Tot nader order komen de functies helemaal niet naar China.

## Specificaties
| Specificaties      | iPhone 16                                                                     | 16 Plus                                                                       | 16 Pro                                                                        | 16 Pro Max                                                                    |
| ------------------ | ----------------------------------------------------------------------------- | ----------------------------------------------------------------------------- | ----------------------------------------------------------------------------- | ----------------------------------------------------------------------------- |
| SoC                | Apple A18                                                                     | Apple A18                                                                     | Apple A18 Pro                                                                 | Apple A18 Pro                                                                 |
| Processor          | 3,78 GHz, met 2 performance‑ en 4 efficiency-cores                            | 3,78 GHz, met 2 performance‑ en 4 efficiency-cores                            | 3,89 GHz (2 perf., 4 eff.)                                                    | 3,89 GHz (2 perf., 4 eff.)                                                    |
| Geheugen           | 8 GB                                                                          | 8 GB                                                                          | 8 GB                                                                          | 8 GB                                                                          |
| Opslag             | 128, 256 of 512 GB                                                            | 128, 256 of 512 GB                                                            | 128, 256, 512 GB of 1 TB                                                      | 128, 256, 512 GB of 1 TB                                                      |
| Scherm             | Diagonaal 15,5 cm (6,1 inch)                                                  | 17 cm (6,7 inch)                                                              | 16 cm (6,3 inch)                                                              | 17,5 cm (6,9 inch)                                                            |
| Beeldresolutie     | 2556×1179 pixels                                                              | 2796×1290 px                                                                  | 2622 x 1206 px                                                                | 2868 x 1320 px                                                                |
| Besturingssysteem  | iOS 18 (voorgeïnstalleerd) en nieuwer                                         | iOS 18 (voorgeïnstalleerd) en nieuwer                                         | iOS 18 (voorgeïnstalleerd) en nieuwer                                         | iOS 18 (voorgeïnstalleerd) en nieuwer                                         |
| Verbindingen       | USB-C-connector (computer), wifi 7, Bluetooth 5.3                             | USB-C-connector (computer), wifi 7, Bluetooth 5.3                             | USB-C-connector (computer), wifi 7, Bluetooth 5.3                             | USB-C-connector (computer), wifi 7, Bluetooth 5.3                             |
| Netwerken          | 3G, 4G LTE, 5G                                                                | 3G, 4G LTE, 5G                                                                | 3G, 4G LTE, 5G                                                                | 3G, 4G LTE, 5G                                                                |
| Batterij           | Oplaadbare lithium-ion-polymeeraccu met ondersteuning voor draadloos opladen. | Oplaadbare lithium-ion-polymeeraccu met ondersteuning voor draadloos opladen. | Oplaadbare lithium-ion-polymeeraccu met ondersteuning voor draadloos opladen. | Oplaadbare lithium-ion-polymeeraccu met ondersteuning voor draadloos opladen. |
| Capaciteit         | 3561 mAh                                                                      | 4006 mAh                                                                      | 3577 mAh                                                                      | 4676 mAh                                                                      |
| Camera             | Achter: 48 MP hoofdcamera, 12 MP ultragroothoek Voor: 12 MP                   | Achter: 48 MP hoofdcamera, 12 MP ultragroothoek Voor: 12 MP                   | Achter: 48 MP hoofdcamera, 48 MP ultragroothoek, 12 MP telelens Voor: 12 MP   | Achter: 48 MP hoofdcamera, 48 MP ultragroothoek, 12 MP telelens Voor: 12 MP   |
| Kleur              | blauw, groen, roze, wit en zwart                                              | blauw, groen, roze, wit en zwart                                              | titaniumkleuren in naturel, zand, wit en zwart                                | titaniumkleuren in naturel, zand, wit en zwart                                |
| Grootte            | 147,6 × 71,6 × 7,8 mm                                                         | 160,9 × 77,8 × 7,8                                                            | 149,6 × 71,5 × 8,25                                                           | 163 × 77,6 × 8,25                                                             |
| Gewicht            | 170 gram                                                                      | 199 g                                                                         | 199 g                                                                         | 227 g                                                                         |
| Bestendigheidsnorm | IP68 (stof-, spat- en waterdicht)                                             | IP68 (stof-, spat- en waterdicht)                                             | IP68 (stof-, spat- en waterdicht)                                             | IP68 (stof-, spat- en waterdicht)                                             |